# Szerju állomás
Szerju (Seryu) állomás a szöuli metró 1-es vonalának állomása Kjonggi (Gyeonggi) tartomány Szuvon (Suwon) városában.

## Viszonylatok
| 1-es vonal                              | 1-es vonal                              | 1-es vonal                                                                    |
| --------------------------------------- | --------------------------------------- | ----------------------------------------------------------------------------- |
| Szuvon (Suwon) Szojoszan (Soyosan) felé | Kjongbu (Gyeongbu) szakasz személyvonat | Pjongdzsom (Byeongjeom) Szodongthan (Seodongtan) és Sincshang (Sinchang) felé |
| Korail                                  |                                         |                                                                               |
| Szuvon (Suwon) Szöul felé               | Kjongbu (Gyeongbu) vonal                | Pjongdzsom (Byeongjeom) Puszan (Busan) felé                                   |